# Mycoplasma agalactiae
Mycoplasma agalactiae è una specie di batterio appartenente alla famiglia delle Mycoplasmataceae.